# Orsa-Tallheds flygfält
Orsa-Tallheds flygfält (IATA: -, ICAO: ESNR) är ett flygfält i Tallhed, cirka 10 kilometer norr om Orsa, i Orsa kommun i  Dalarnas län.

## Historik
Flygfältet uppfördes av Flygvapnet under åren 1940 och 1943.[källa behövs] År 1947 blev Orsa landskommun först i landet med ett eget flygfält, sedan man övertagit fältet, och fått det godkänt av Luftfartsverket som allmän flygplats. Trots att flygfältet övergick till civil verksamhet efter kriget, kvarstod det inom krigsorganisationen som Fält 25. Flygfältet var reservflygbas till Rommeheds flygbas.
Flygfältets civila verksamhet hade sin storhetstid under 1950- och 1960-talet, då det befäste sin ställning som flygcentrum i Dalarna. Bland annat genom den reguljärtrafik som startades till Stockholm år 1959. Under slutet av 1970-talet anlades bana 21/03. 
Flygfältet tappade sin ställning som flygcentrum 1979 i samband med att Mora-Siljan flygplats anlades samma år.
År 2011 var flygfältet i så gott som intakt beträffande byggnader och omgivning från andra världskriget och vissa ansåg att flygfältet var ett av de bäst bevarade krigsflygfälten.[källa behövs]

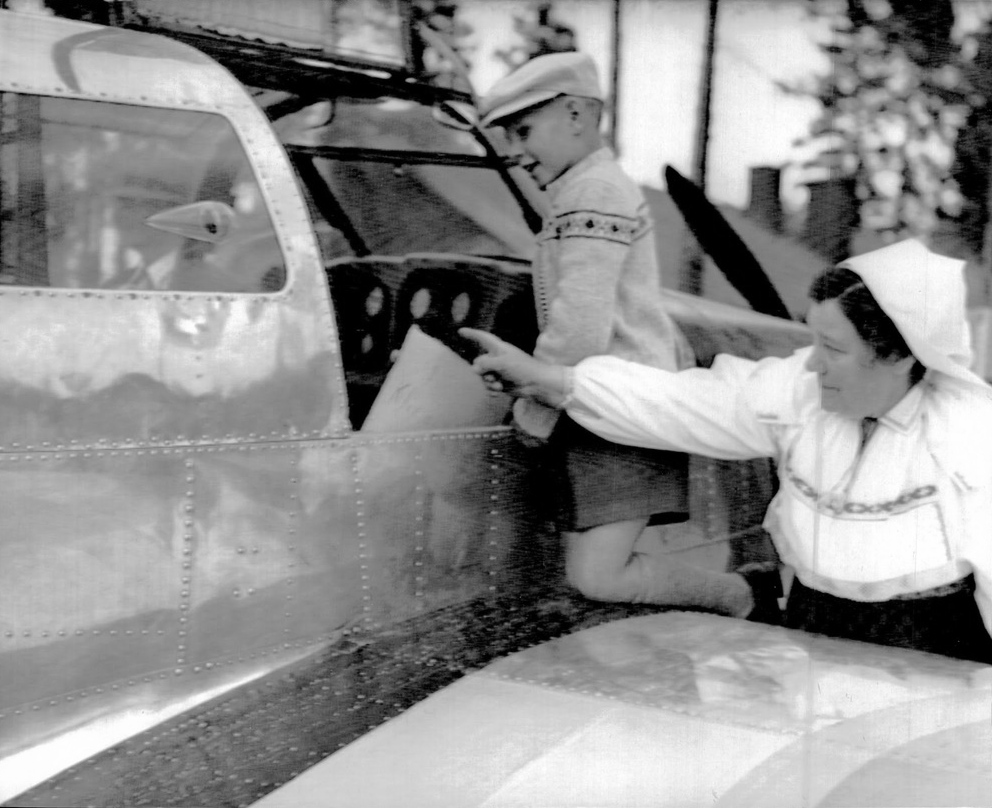
10000 människor besökte invigningen av Orsa flygfält den 1 juli 1948. Här fru Maria Finn och hennes son Hans-Erik som passar på att ta en närmare titt på en Saab Safir.

### Webbkällor
- ”Flygfältet är en stor kulturskatt”. dt.se. http://www.dt.se/nyheter/orsa/1.3851028--flygfaltet-ar-en-stor-kulturskatt-. Läst 5 augusti 2013.
- ”Ett Mecka för flygintresserade”. dt.se. http://www.dt.se/nyheter/mora/1.6108448--ett-mecka-for-flygintresserade-. Läst 5 augusti 2013.
- ”Airport ORSA”. fallingrain.com. http://www.fallingrain.com/icao/ESNR.html. Läst 5 augusti 2013.[bättre källa behövs]